# Noradino Rubio
Noradino Rubio Ortiz (Pisaflores, 20 de abril de 1896-Santiago de Querétaro, 16 de noviembre de 1991) fue un político y líder sindical mexicano, que participó en la Revolución Mexicana, líder agrarista y fue gobernador de Querétaro.

## Reseña biográfica
Rubio Ortiz había nacido el 20 de abril de 1896 en el poblado de Pisaflores, Hidalgo, antes de Querétaro, y era hijo de don Lorenzo Rubio Chávez y doña Isabel Ortiz. Pasó la mayor parte de su niñez en el municipio de Landa de Matamoros. A los 18 años participó en la lucha revolucionaria en la región de Sierra Gorda junto a su tío Porfirio Rubio. Líder latifundista, fue organizador de grupos de campesinos y repartió las tierras heredadas de Gregorio Olvera del general Rafael Olvera. Diputado Federal. Participó en la creación del Partido Nacional Revolucionario el 4 de marzo de 1929 —actual PRI—. Casado el 24 de abril de 1933 con María Luisa Ortega.
Electo gobernador con el apoyo de la Confederación Nacional Campesina para el período del 1 de octubre de 1939 al 1 de octubre de 1943, derrotando en las urnas a su después sucesor, Agapito Pozo. En 1941, durante su gestión, Peñamiller obtuvo la categoría de Municipio, el llamado Jardín de los Platitos, cuyo nombre oficial es El Jardín Niños Héroes de Chapultepec fue construido. Su administración se movía hacia la paz y estabilidad donde al parecer no hubo más crímenes donde resultaran muertos por la problemática local del reparto agrario cuando en el periodo de Rodríguez Familiar habían fallecido 200 campesinos y reanudándose así las fiestas de Navidad, restauró El Heraldo de Navidad y creó la Junta de Navidad. De José María Truchuelo a Noradino se impartieron reformas para ser elegible a algún cargo, impartición de justicia y creación de nuevos municipios, etc.Se construyeron carreteras y la Autopista México-Querétaro por vía Huichapan-Ixmiquilpan, en 1943, modernizando así la ciudad.Emitió una ley para conservar el patrimonio edificado de la ciudad y prohibía las construcciones que no tenían estilo monumental respecto a lo demás del Centro Histórico.Al estallar la Segunda Guerra Mundial, creó el Cómite de Defensa Civil y simulacros de emergencia. En 1942 la Banda de Música de Querétaro obtuvo reconocimiento oficial estatal.
Fue invitado junto con los demás exgobernadores desde Saturnino Osornio a Manuel González Cosío a participar durante la campaña presidencial de Luis Echeverría en Querétaro  siendo donde se le tomo una icónica foto.
Descrito como alguien sobrio  y de buena salud; el último cargo público que ocupó fue cuando el licenciado Mariano Palacios Alcocer lo nombró Director Ejecutivo del Patronato del Maguey y del Nopal en 1986  cargo que ocupó hasta su muerte.Nuevamente en la década de los ochenta se le sacó una fotografía junto con el resto de los esxgobernadores a excepción de Agapito Pozo, desde Ramírez Familar hasta Rafael Camacho Guzmán  cuando ocupaba el cargo antes dicho. Murió en la ciudad de Querétaro en donde radicó la mayor parte de su vida, a los 95 años, el 16 de noviembre de 1991.En su honor hay dos calles y una presa que lleva su nombre.